# Перелом диафиза бедренной кости
Перелом тела (диафиза) бедренной кости — нарушение анатомической целостности бедренной кости, происходит под действием прямого удара в область бедра, при падении на твердый предмет, при действии непрямой силы — сгибания, скручивания.
Переломы диафиза бедренной кости относятся к тяжелым травмам. Они могут сопровождаться значительной кровопотерей и болевым шоком. Такие переломы чаще встречаются у людей молодого возраста. В соответствии с местом воздействия травмирующей силы переломы бедренной кости возникают в верхней, средней и нижней третях тела кости.

## Классификация
По характеру переломы бедренной кости могут быть самыми разнообразными
- поперечные;
- косые;
- винтообразные;
- оскольчатые;
- многооскольчатые;
- косо-поперечные;
- фрагментарные;

К бедренной кости прикрепляется большое количество мышц, и, в зависимости от высоты места перелома, отломки могут смещаться по-разному.
При переломах в верхней трети диафиза периферический отломок смещается кнутри и кзади, а верхний отломок — вперед и кнаружи.
При переломах в средней трети смещение может быть разнообразным, а при переломах в нижней трети — периферический отломок смещается кзади, а верхний отломок — кнутри.
Пациент с переломом диафиза бедра жалуется на боли в месте перелома, отек и кровоизлияние. Функция поврежденной конечности в большинстве случаев нарушена: ходьба и нагрузка на конечность невозможны. Нога деформирована и, чаще всего, укорочена. Возможно повреждение крупных сосудов конечности при смещении отломков, особенно при перелом в нижней трети, когда периферический отломок смещаясь назад может повредить подколенную артерию, вызвав значительное кровотечение. Первая помощь заключается в наложении шины Дитерихса, обезболивании и доставке в травматологическое отделение.

## Лечение переломов диафиза
При переломе бедренной кости возможно развитие шока, поэтому с целью предупреждения шока проводится обезболивание, а при большой потере крови — переливание кровезаменителей или крови. Сопоставить отломки при переломе диафиза бедра возможно, но удержать их в сопоставленном состоянии очень трудно. Поэтому для лечения этого вида переломов применяется:
- скелетное вытяжение;
- остеосинтез;
- аппараты внешней фиксации.

Скелетное вытяжение применяется при наличии противопоказаний к оперативному лечению. Оно производится при помощи стандартной шины Белера. Спицы при этом проводят через бугристость большеберцовой кости или через метафиз бедренной кости. Проводится обезболивание, перпендикулярно бедренной или большеберцовой кости через кость проводят спицу и закрепляют на специальной скобе, к которой затем подвешивают груз. Груз вначале около 10 кг, затем его уменьшают.
Сроки скелетного вытяжения от 7 до 12 недель. Иногда сроки скелетного вытяжения сокращают до 6 недель, а на конечность накладывают гипсовую повязку до 4 месяцев. Недостатками этого метода лечения является длительная обездвиженность коленного и тазобедренного суставов, что плохо отражается на их функции.
Поэтому основным методом лечения переломов диафиза бедра являются оперативные. Операция не является неотложной. Сначала проводят борьбу с шоком и кровопотерей, нормализуют состояние пациента. Остеосинтез проводят при помощи штифтов (штифт-штопор Сиваша, штифт Дубова), стержней, пластин.